# Plowmanianthus panamensis
Plowmanianthus panamensis är en himmelsblomsväxtart som beskrevs av Robert Bruce Faden och C.R.Hardy. Plowmanianthus panamensis ingår i släktet Plowmanianthus och familjen himmelsblomsväxter.
Artens utbredningsområde är Panamá. Inga underarter finns listade.